# Большая Покровская улица
Больша́я Покро́вская у́лица — главная улица Нижнего Новгорода. Расположена в историческом центре города. Связывает 4 площади: Минина и Пожарского, Театральную, Горького и Лядова. Одна из самых старинных улиц. До 1917 года считалась дворянской. Оформилась как главная улица города к концу XVIII века. Длина Большой Покровской — 2232 метра, 1236 из них сегодня — пешеходные (от площади Минина и Пожарского до улицы Малой Покровской).

## Происхождение названия
Названа по стоявшей на ней церкви Покрова Пресвятой Богородицы (ныне утрачена). Из писцовой книги 1621—1622 годов известно, что ранний прообраз этой улицы назывался Большой Никольской. 

## История

### Российская империя
Улица начала формироваться в средние века. Тогда её направление было задано дорогой на Москву. В пределах города она носила название Большой Никольской улицы, по направлению к Никольским воротам Нового острога. После визита Императрицы Екатерины II был разработан новый регулярный план города, предусматривающий квартальную систему. В 1770 году направление улицы сменилось до Дмитриевской башни Кремля и, в начале 1790-х годов, улицу начали реконструировать. На плане города 1799 года на улице преобладали деревянные постройки. Например, на месте Нижегородского театра драмы располагались хозяйственные постройки усадьбы генерал-губернатора.
В 1823—1824 годах была построена колокольня у церкви Покрова Пресвятой Богородицы. С тех пор вместо Никольской улица стала именоваться Большой Покровской. Чаще всего улицу именовали Покро́вкой. В конце XVIII — начале XIX веков на улице стали строить каменные здания. C тех пор она стала главной улицей города и стала именоваться в народе дворя́нской, из-за расположения на ней усадеб генералитета, княжеских родов, наместника, вице-губернатора и других сановных чинов. В 1896 году был построен Николаевский театр, открытие которого было приурочено к началу Всероссийской выставки. 18 июля 1896 года его посетил император Николай II. Через Большую Покровскую проходила одна из первых трамвайных линий, запущенных к открытию Всероссийской промышленно-художественной выставки 1896 года. Сейчас трамвайная линия лишь пересекает улицу. Но в память об этом факте в центре улицы установили несколько метров рельсов и макет трамвая. К началу XX века застройка улицы сильно уплотнилась, и дома стали образовывать непрерывные линии по обеим сторонам улицы. В 1913 году на улице построен главный Государственный банк. Его открытие было приурочено к 300-летию дома Романовых.

### Советский период
После революции улица была переименована и стала носить имя революционера Я. М. Свердлова и в народе именовалась просто Свердло́вкой. В доме на этой улице Яков Михайлович родился, здесь прошли его детство и юность. Приблизительно в 1935 году была снесена Покровская церковь. До 1982 года улица была проезжей, а затем её сделали пешеходной от площади Минина и Пожарского до пересечения с улицей Малой Покровской.

### Современная Россия

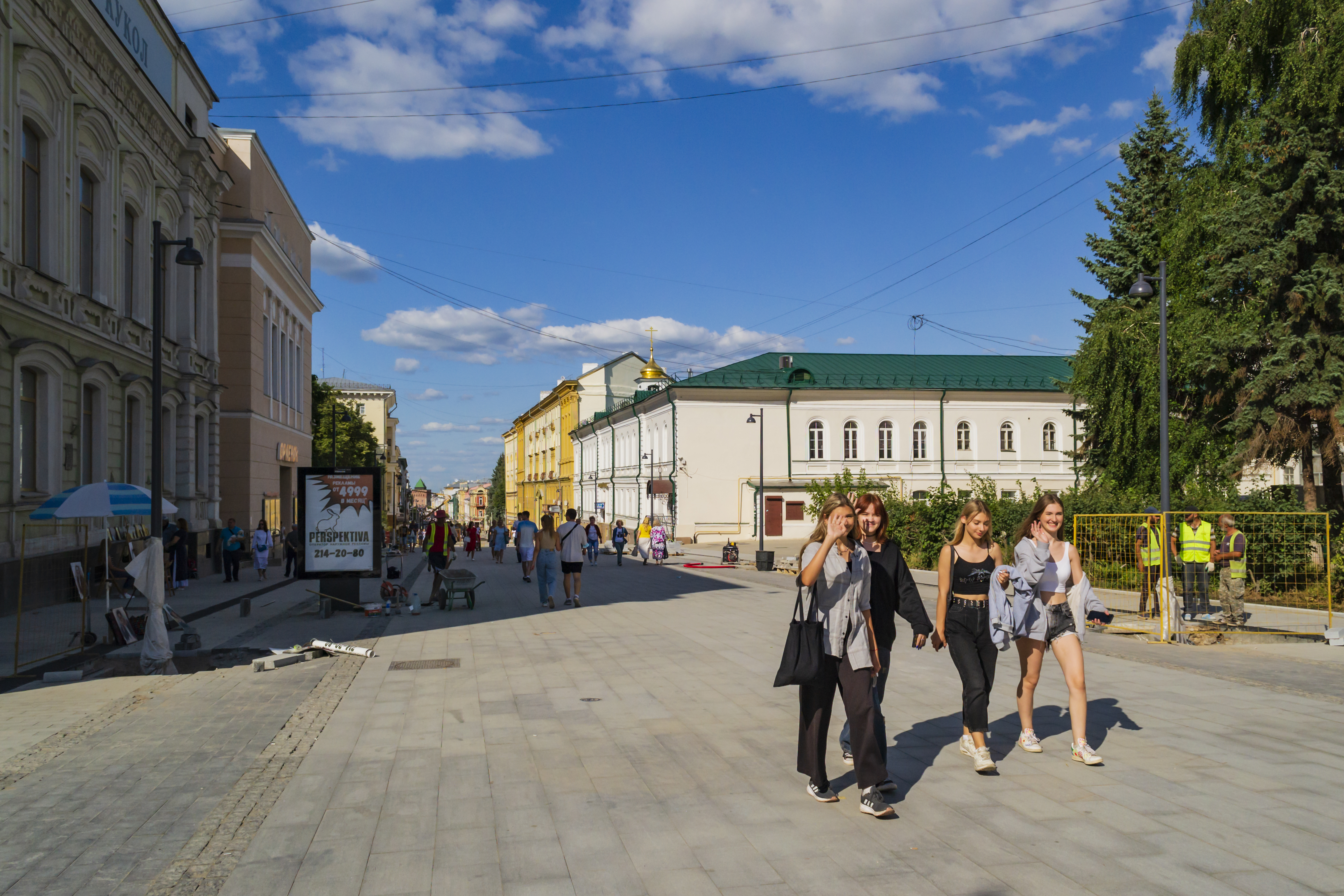
Ремонт улицы к 800-летию Нижнего Новгорода

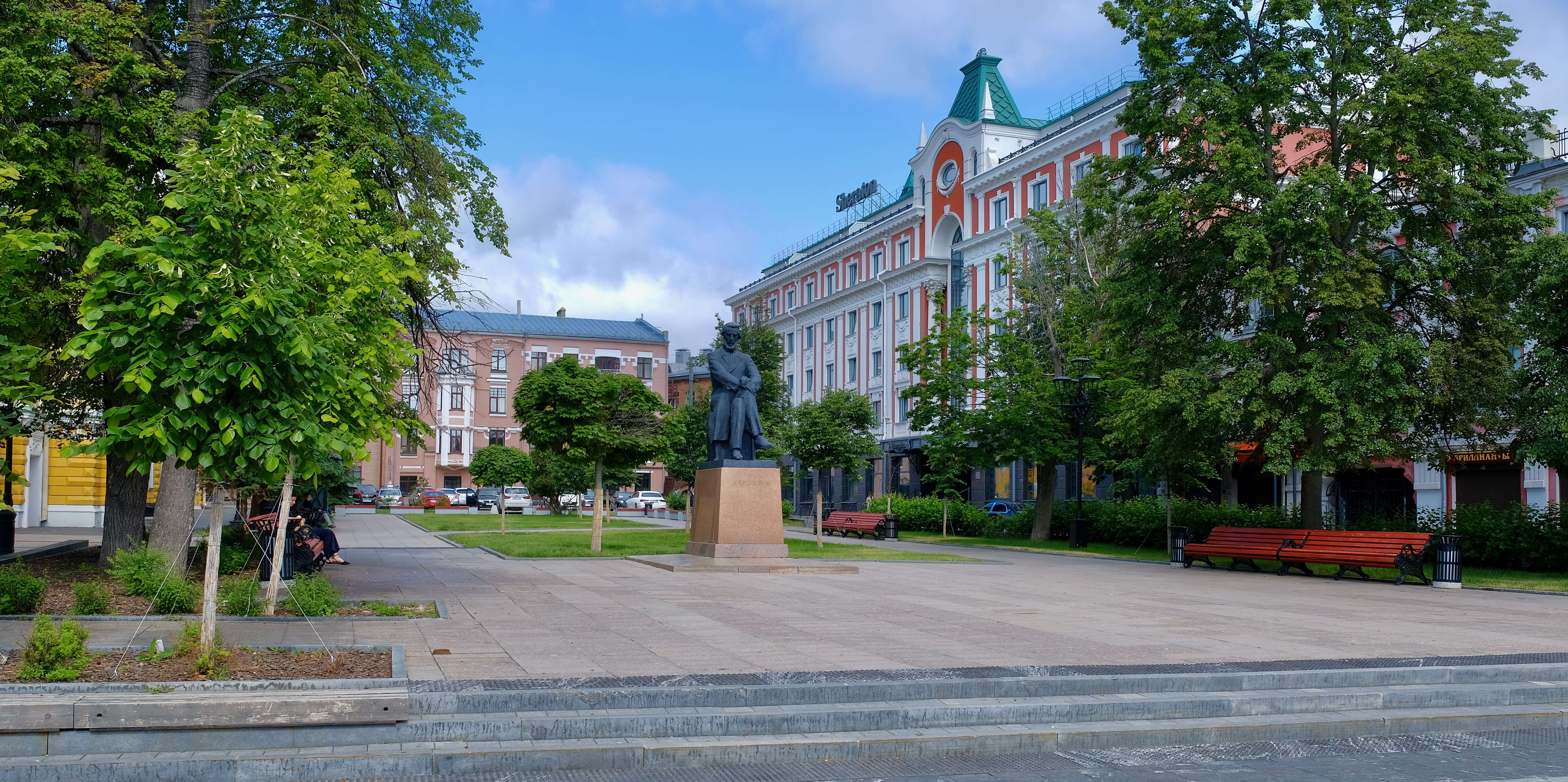
Сквер Николая Добролюбова

После распада Советского Союза улице было возвращено имя Большой Покровской. В 2004 году улица была полностью реконструирована. Её замостили брусчаткой, установили бронзовые скульптуры. Наиболее популярными являются скульптура «Весёлой козы» напротив драматического театра и скульптура городового у площади Минина и Пожарского.
Улицу Большую Покровскую начали благоустраивать в 2018 году, к Чемпионату мира по футболу. На участке от площади Минина и Пожарского до улицы Октябрьской провели реконструкцию: брусчатку заменили на гранитное покрытие, установили малые архитектурные формы, высадили новые деревья.
Весной 2021 года началось благоустройство улицы на участке от улицы Малой Покровской до улицы Октябрьской в рамках подготовки к 800-летию Нижнего Новгорода. Концепция обновления была разработана КБ «Стрелка» под кураторством Института развития городской среды Нижегородской области. Основной целью было изменить характер улицы с транзита на центральный променад.
В 2021 году на улице Большой Покровской заменили мощение и ливневую канализацию, увеличили озеленение. Вдоль фасадов домов организовали прогулочный променад с деревянными подиумами с озеленением, линейным освещением и красными стульями, на которых можно отдохнуть. На скамейках, например, сделана гравировка с информацией о ближайших зданиях. На площади перед бывшим кинотеатром «Октябрь» оборудовали скейт-спот — протяжённый скульптурный элемент для катания. Благоустроили территорию перед Театром кукол, там появилась площадка для уличных выступлений и батуты.
Кроме того, на улице появилось дополнительное озеленение. Из-за близости коммуникаций высаживать деревья в грунт нельзя. Но специалисты нашли решение: растения высадили в объёмные подиумы-лавки.

Исторические фотографии
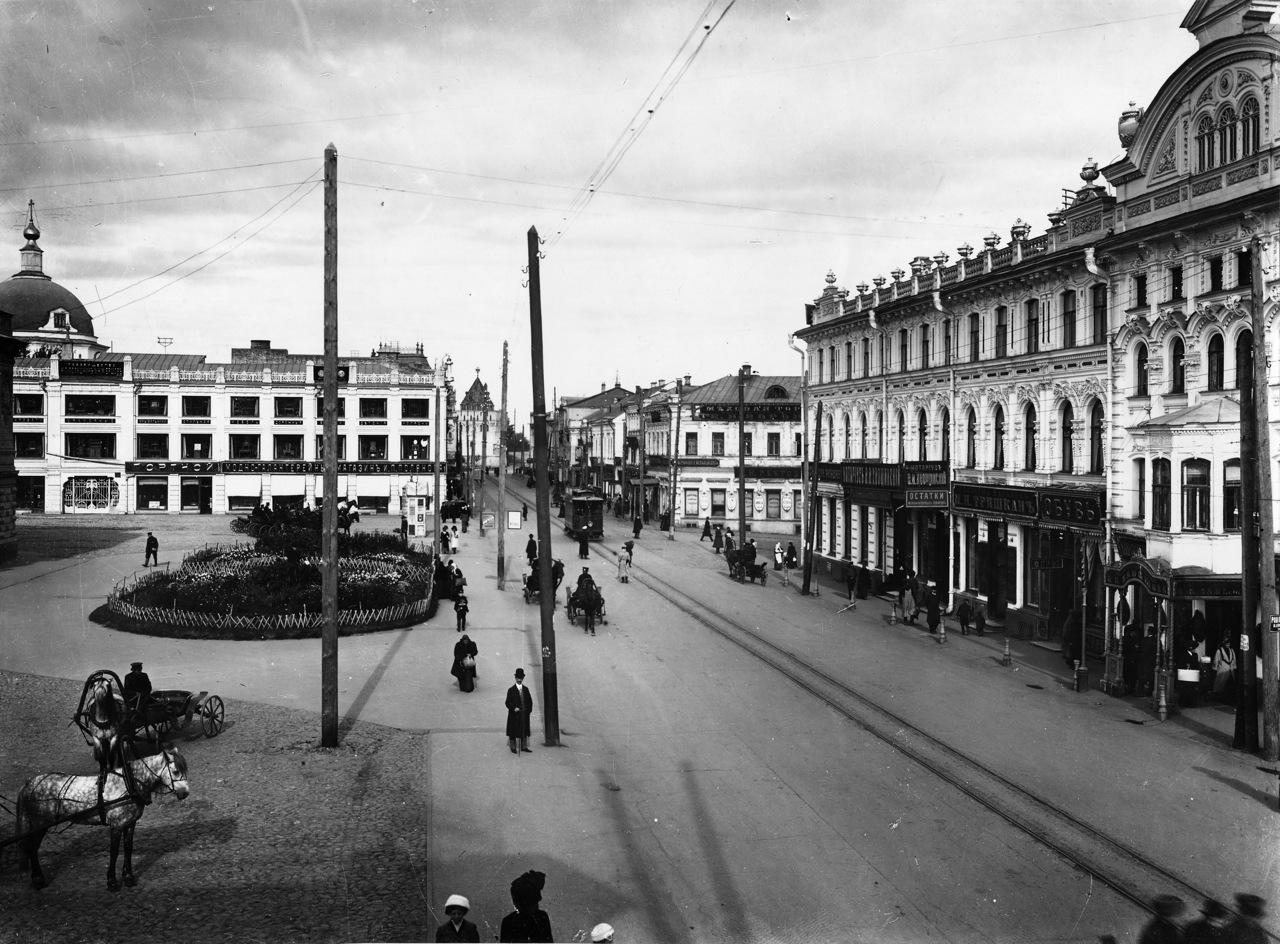
Большая Покровская, 1904 год, фото М. П. Дмитриева
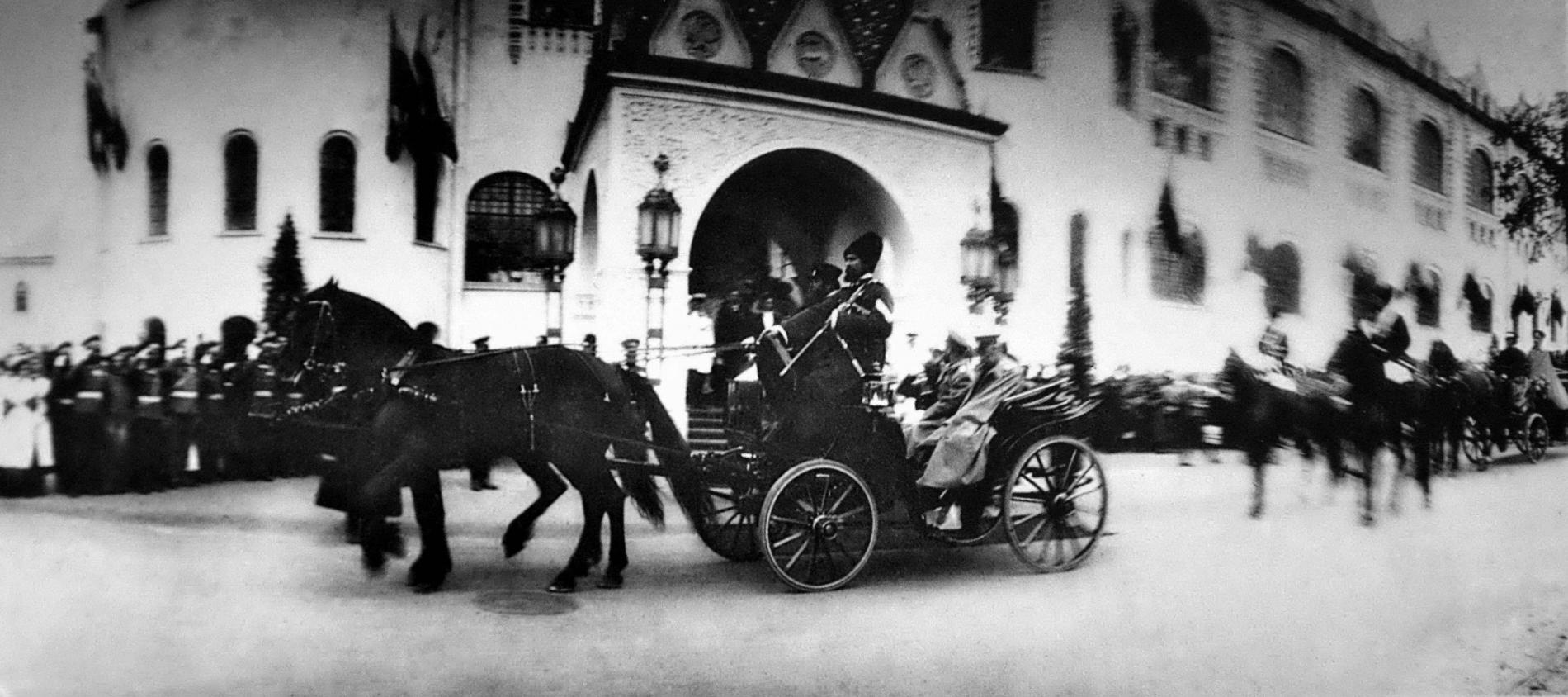
Отъезд Николая II от Государственного банка. 1913 год, фото М. П. Дмитриева
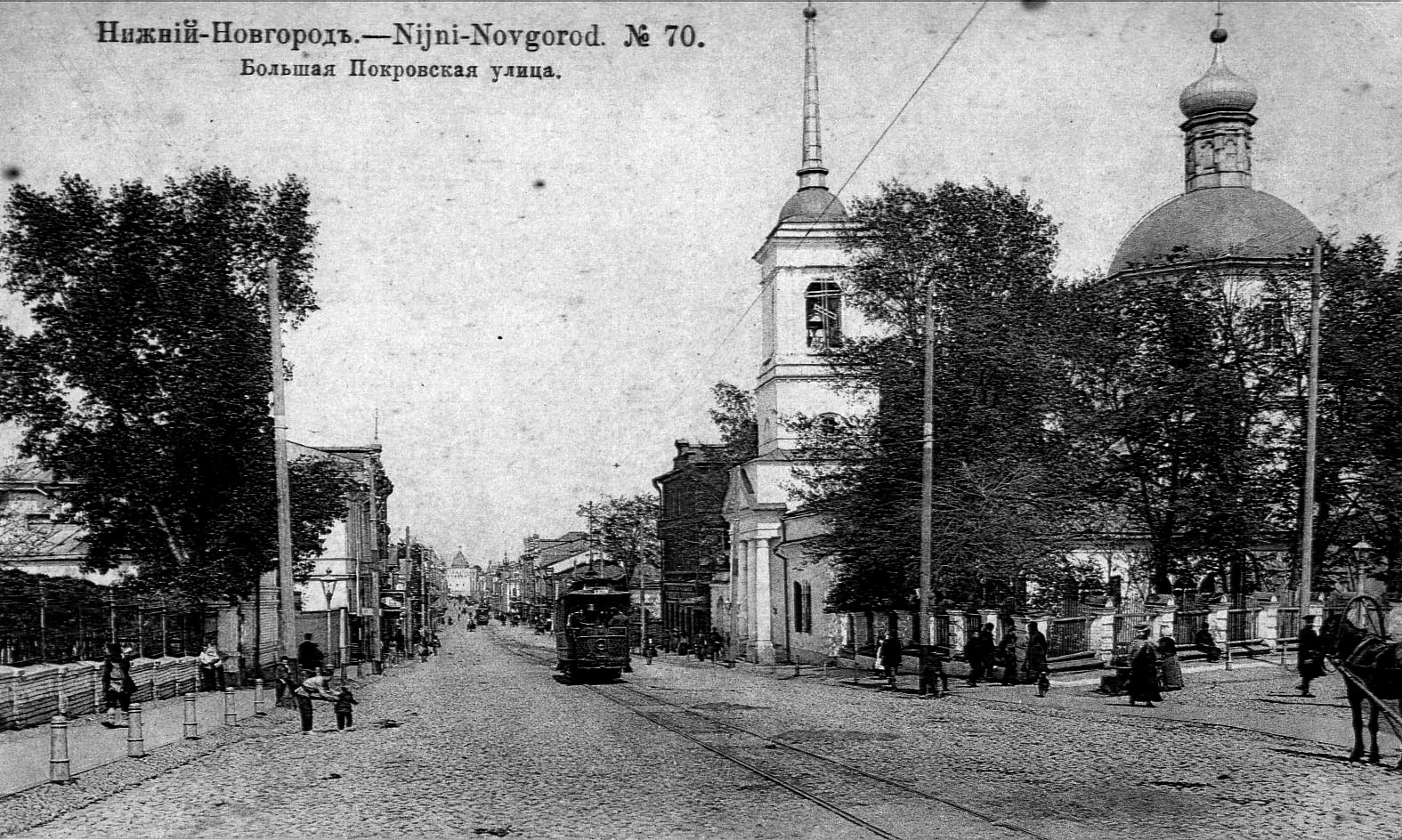
Большая Покровская, 1913 год, фото М. П. Дмитриева
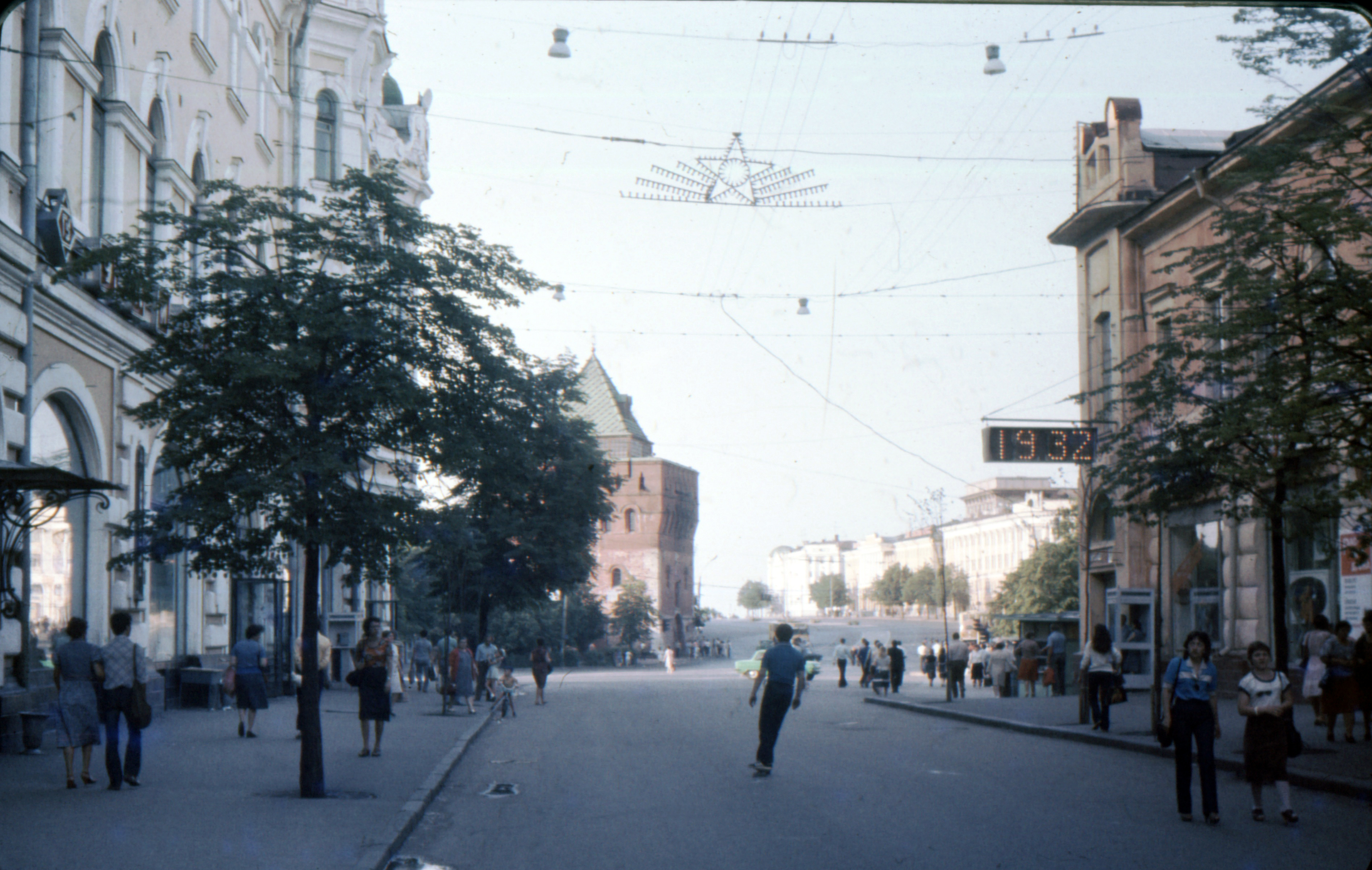
Улица им. Я. Свердлова, площадь Минина и Пожарского, 1985 год

## Достопримечательности и старинные здания

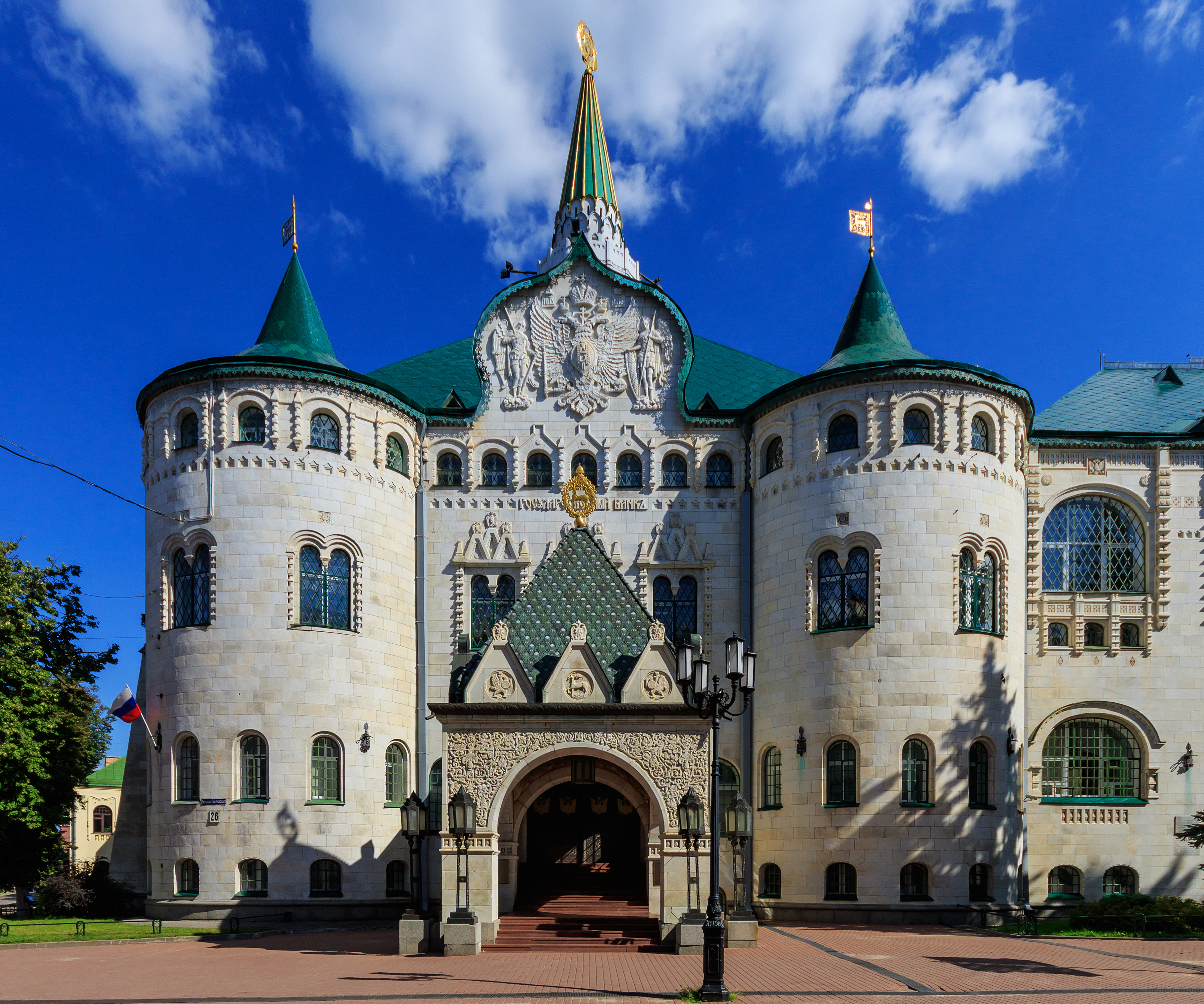
Государственный банк

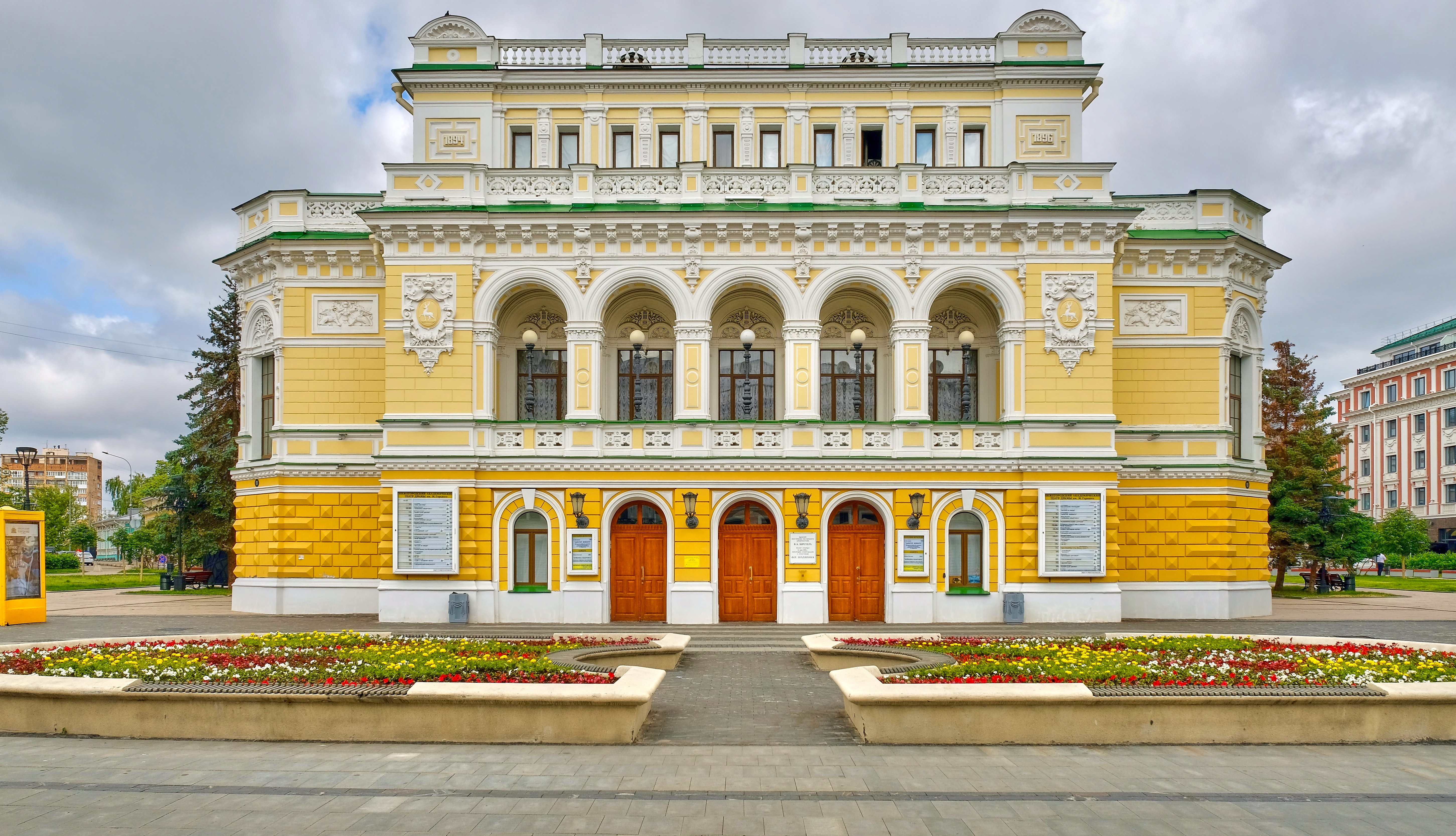
Драматический театр

- д. 1 — Дом городской думы (Дом профсоюзов, Дворец труда) — здание, построенное архитектором В. П. Цейдлером в стиле французского барокко;
- д. 2 — Бывшее здание Верхне-Посадских торговых палат. После 1904—1905 годов здание было перестроено под городскую публичную библиотеку. На портике этого дома размещены бюсты Пушкина, Достоевского, Толстого. В настоящее время в этом здании находится выставочный центр, магазины;
- д. 4а — Дом М. А. Костромина, старейшее здание в застройке улицы, единственный дом в городе, связанный с жизнью механика-самоучки И. П. Кулибина. Сейчас в здании размещается учебный театр при Театральном училище им. Е. А. Евстигнеева;
- д. 8 — Художественный салон и музей работ русского фотографа А. О. Карелина, известного в середине XIX века;
- д. 13 — Драматический театр им. А. М. Горького;
- д. 17 — Здание Окружного суда, в котором в 1902 году происходил известный процесс по делу сормовского рабочего Петра Заломова — прототипа Павла Власова из романа М. Горького «Мать». Ныне здесь размещается Нижегородский районный суд.
- д. 18 — Дом дворянского собрания (сейчас — дом культуры им. Я. М. Свердлова);
- д. 26 — Государственный банк (1913, архитектор В. А. Покровский, инж. Б. М. Нилус и другие);
- д. 37 — Здание бывшего Владимирского реального училища, ныне — учебный корпус ННГУ (в советские годы здесь разместился факультет прикладной физики и микроэлектроники, в настоящее время — филологический и финансовый факультеты и факультет социальных наук);
- д. 39а — Здание концертного зала-театра (1911—1912, архитектор Ф. О. Шехтель), ныне — кинотеатр «Орлёнок»;
- д. 39б — Жилой дом инженера А. И. Узатиса (также известен как усадебный дом Рукавишниковых; 1864—1865, архитектор неизвестен), ныне — Нижегородский кукольный театр;
- д. 41 — «Художественные промыслы» — магазин-салон, где можно приобрести изделия нижегородских промыслов, и музей художественных промыслов;
- д. 46 — самый старый книжный магазин «Дирижабль», кафе «Библиотека» и «Фонотека» — объект культурного наследия регионального значения «Дом Р. Бауса — А. Рудольф». Построен в первой половине XIX века в стиле классицизма;
- д. 51 — Дом причта (слева от кинотеатра «Октябрь») — дом пастора Евангелическо-лютеранской церкви св. Александра (1820-е гг.). Установлена памятная доска;
- д. 56 — Дом связи — Ростелеком (со стороны площади Горького); телеграф, телефакс, почта (со стороны ул. Малая Покровская)[9].

Современные фотографии
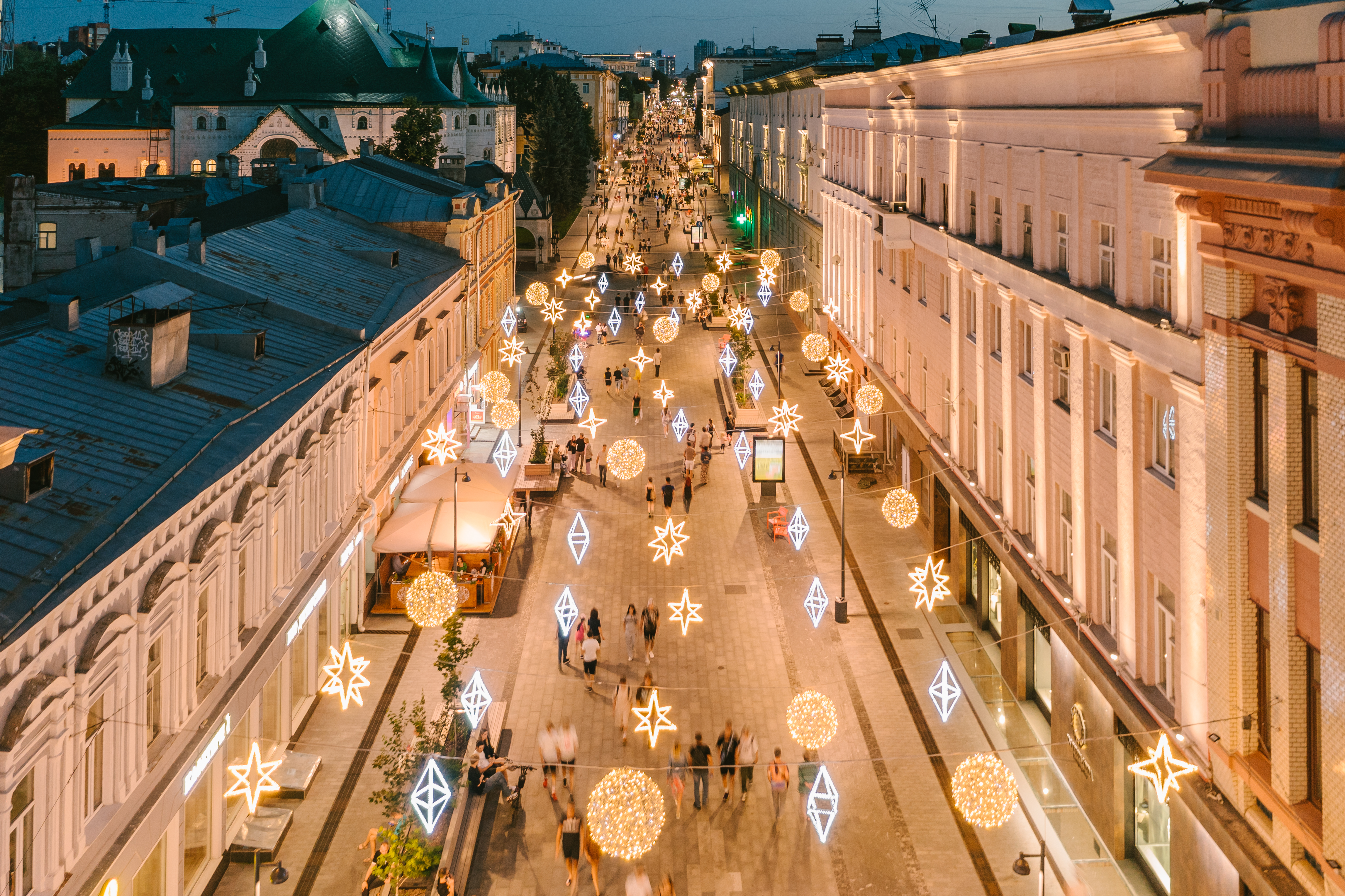
Вид на улицу Большую Покровскую вечером
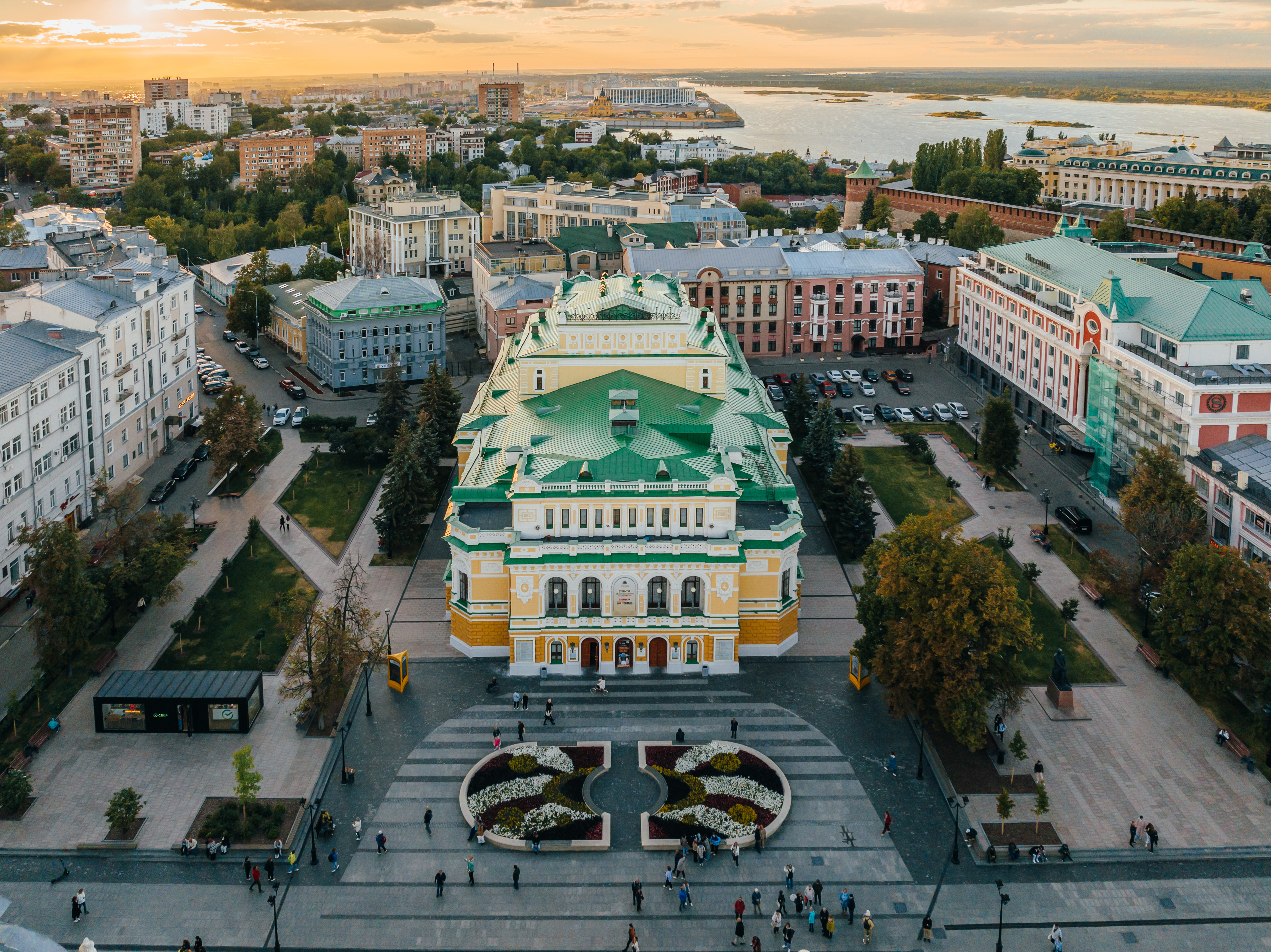
Нижегородский государственный академический театр драмы имени М. Горького
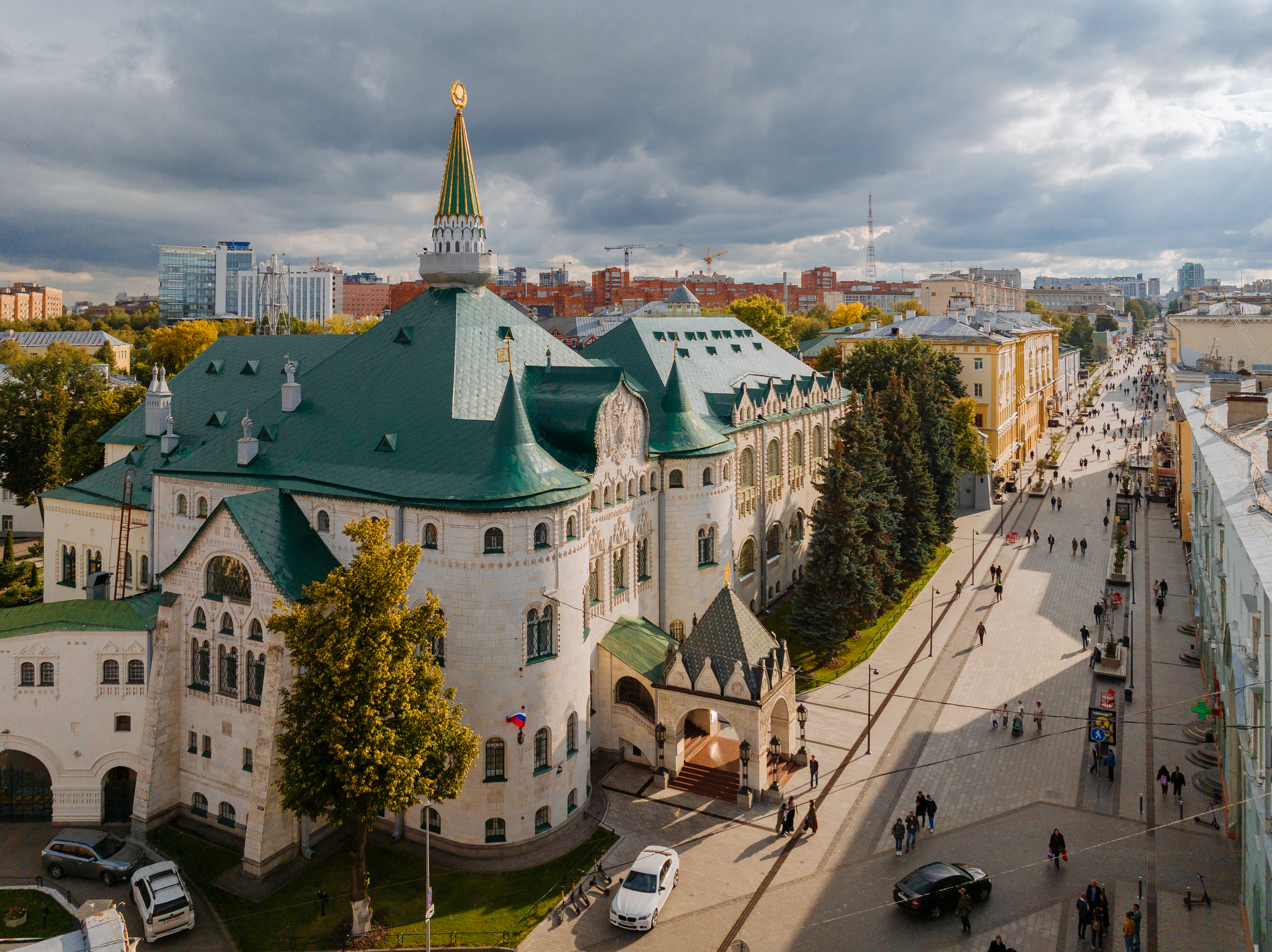
Нижегородское отделение Государственного банка на Большой Покровской
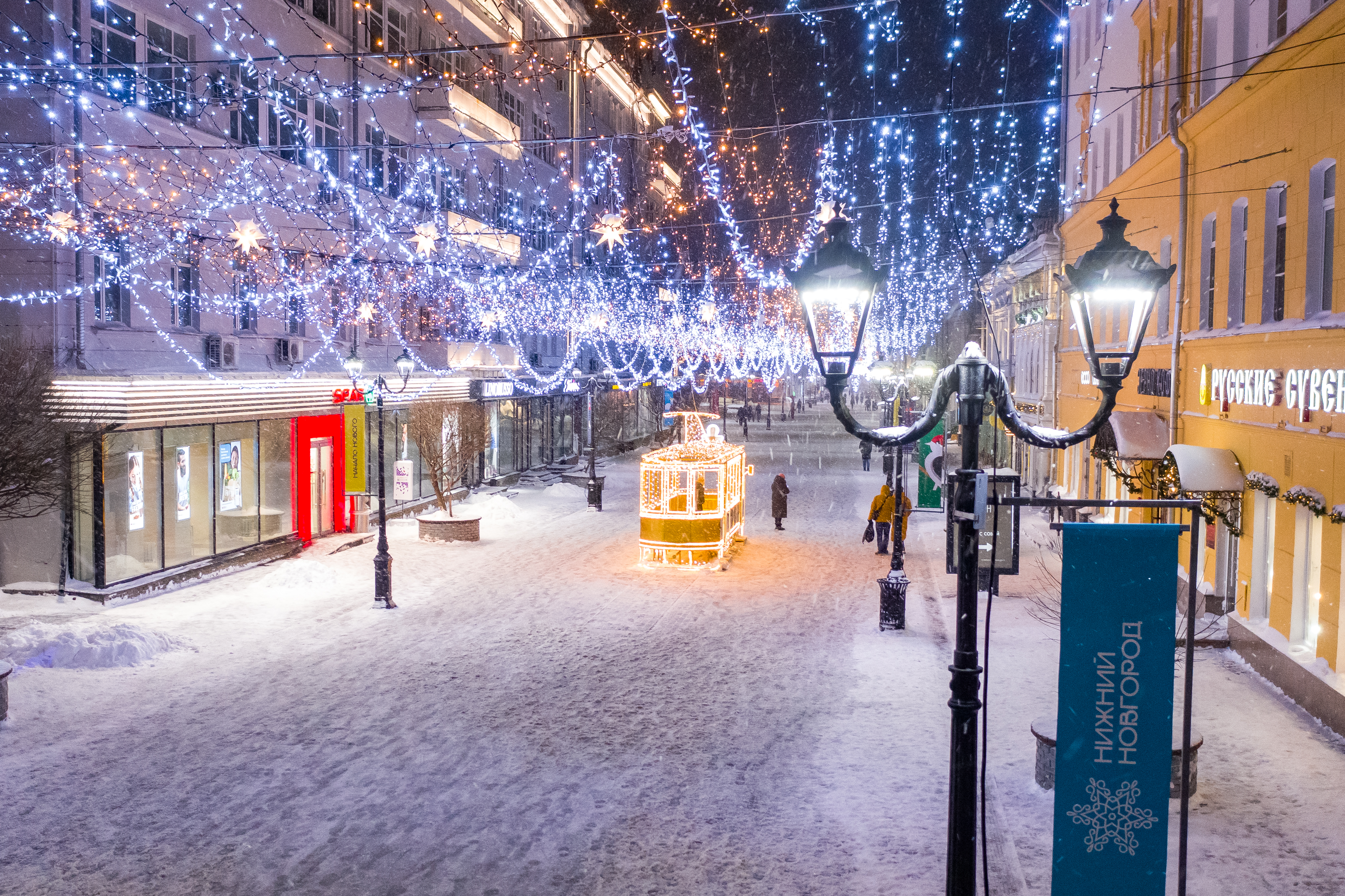
Новогодние декорации на Большой Покровской
Пространство для отдыха у бывшего кинотеатра «Октябрь»
Скамейки на улице совместили с подиумами для растений
Арт-объект в виде трамвая на Большой Покровской
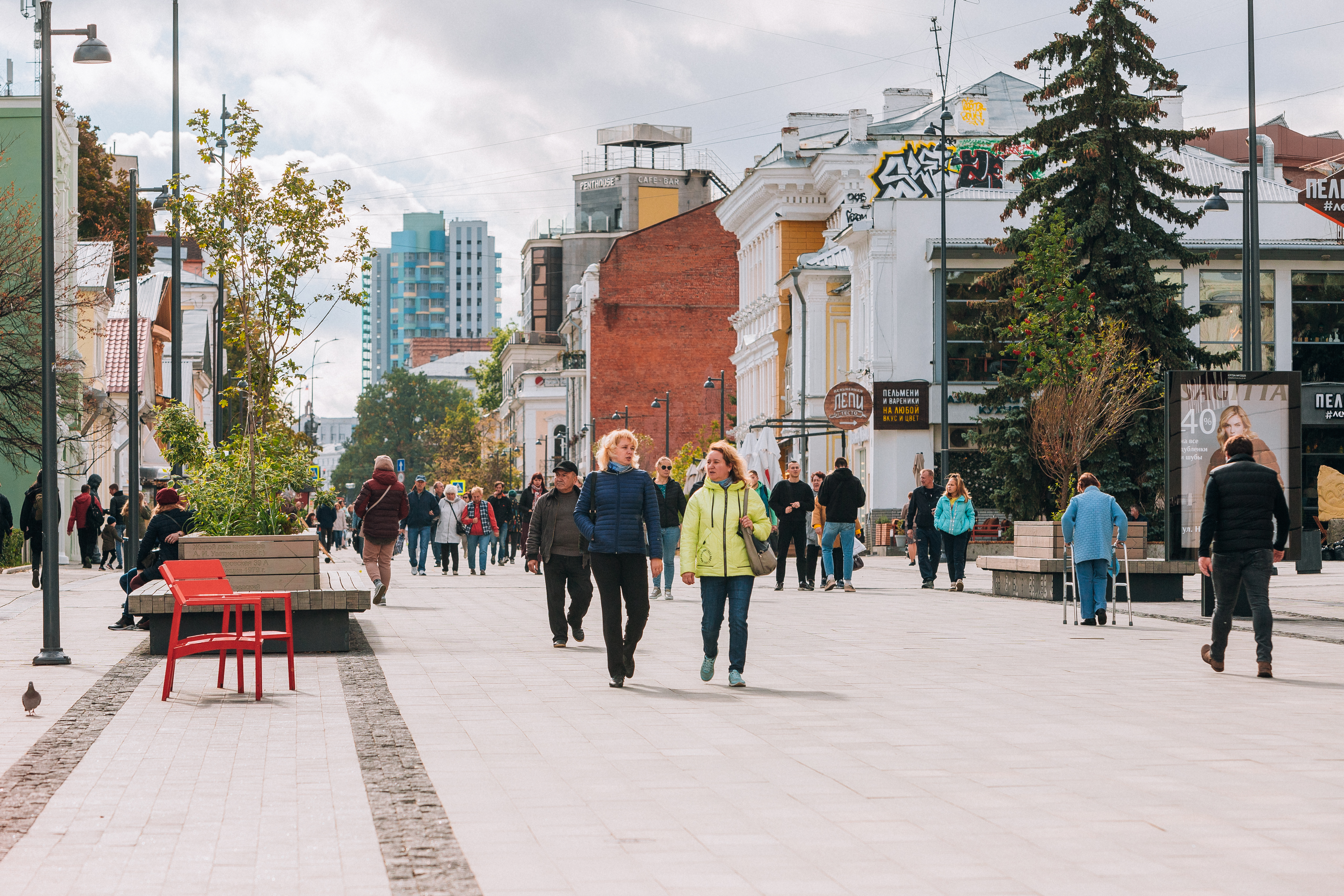
К 800-летию брусчатку на Большой Покровской заменили на гранитную плитку

## Интересное
Весной 2022 на улице появились городовые, которые следят за порядком на улицах, а также рассказывают о Нижнем Новгороде туристам и проводят экскурсии. 

### Уличные музыканты
На Большой Покровской каждый день выступает большое количество уличных музыкантов. Они играют в различных музыкальных стилях и имеют разный репертуар. В некоторые дни музыканты дают особенно масштабные уличные концерты с применением профессиональной аппаратуры, собирающие вокруг большое количество людей. Такие мероприятия часто заранее согласовываются с администрацией города.

### Уличные художники
Вдоль забора у Института филологии и журналистики ННГУ (ул. Большая Покровская, 37) располагаются различные художники и ремесленники. Там же организована импровизированная выставка-ярмарка их работ. У художников можно заказать портреты, шаржи и натюрморты, а у ремесленников — разнообразные плетёные фигуры, гончарные изделия и многое другое.

### Уличные стереоскопы
В 2021 году на пешеходной улице появились стереоскопы в рамках проекта «Нижний в 3D — взгляд через эпоху». С их помощью все желающие бесплатно могут увидеть архивные объёмные 3D-виды Нижнего Новгорода на рубеже XIX—XX веков. Стереоскопы установлены по адресам: улица Большая Покровская, 30 — вид на Церковь Покрова Пресвятой Богородицы; улица Большая Покровская, 8 — вид на улицу Малую Покровскую.

Скульптуры на улице (от площади Минина и Пожарского по направлению к площади Горького)
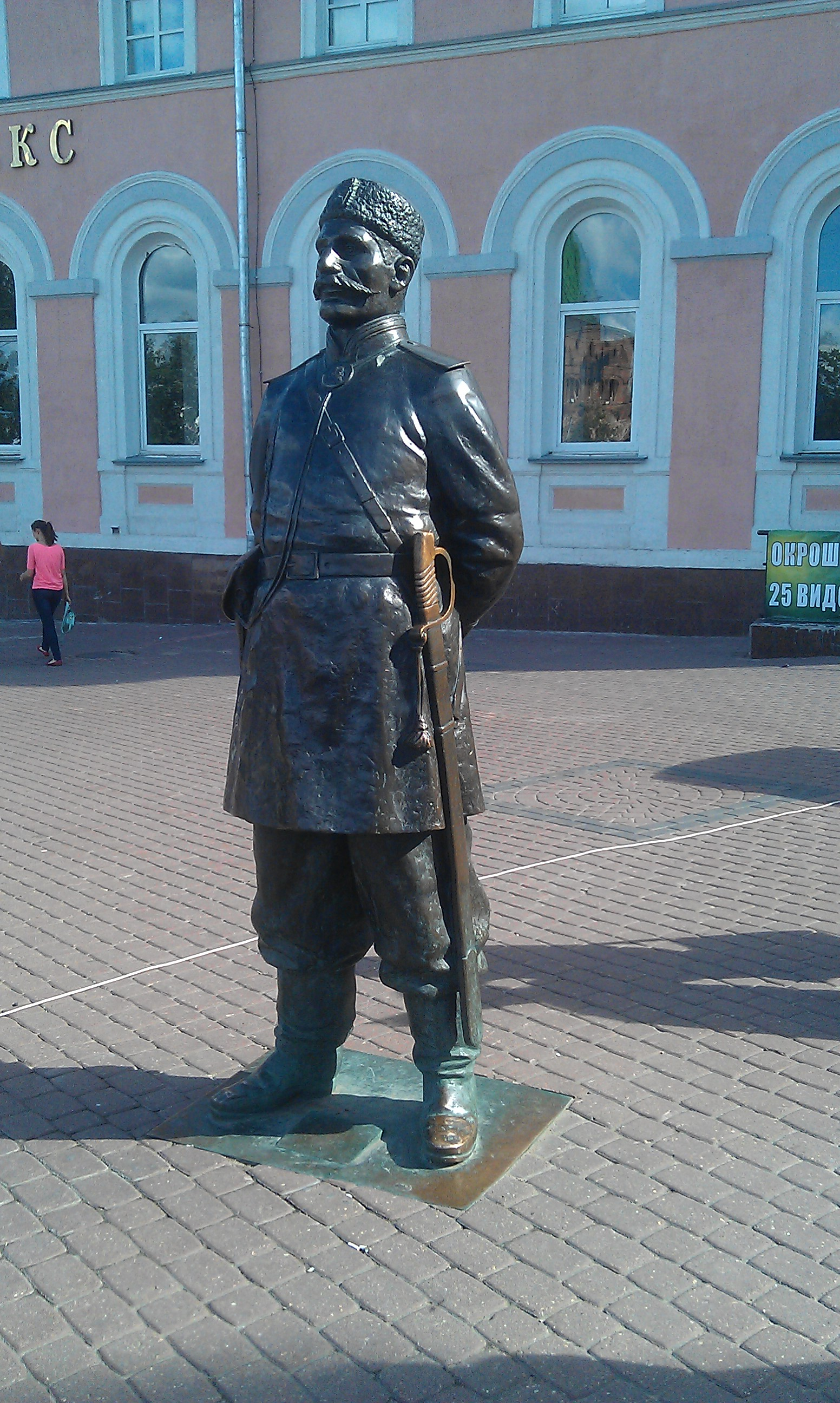
Городовой
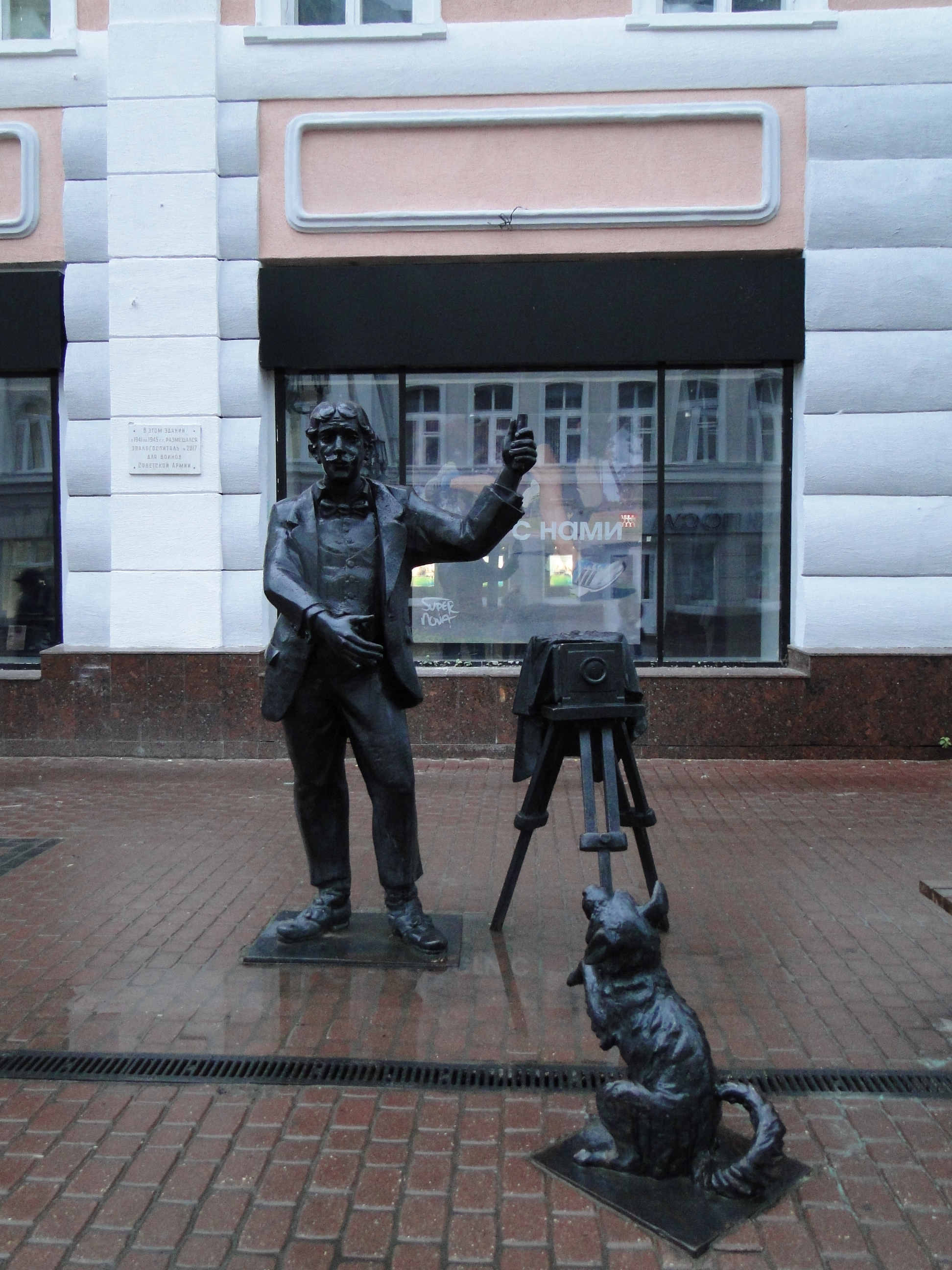
Фотограф с собачкой
Весёлая коза
Памятник Евгению Евстигнееву
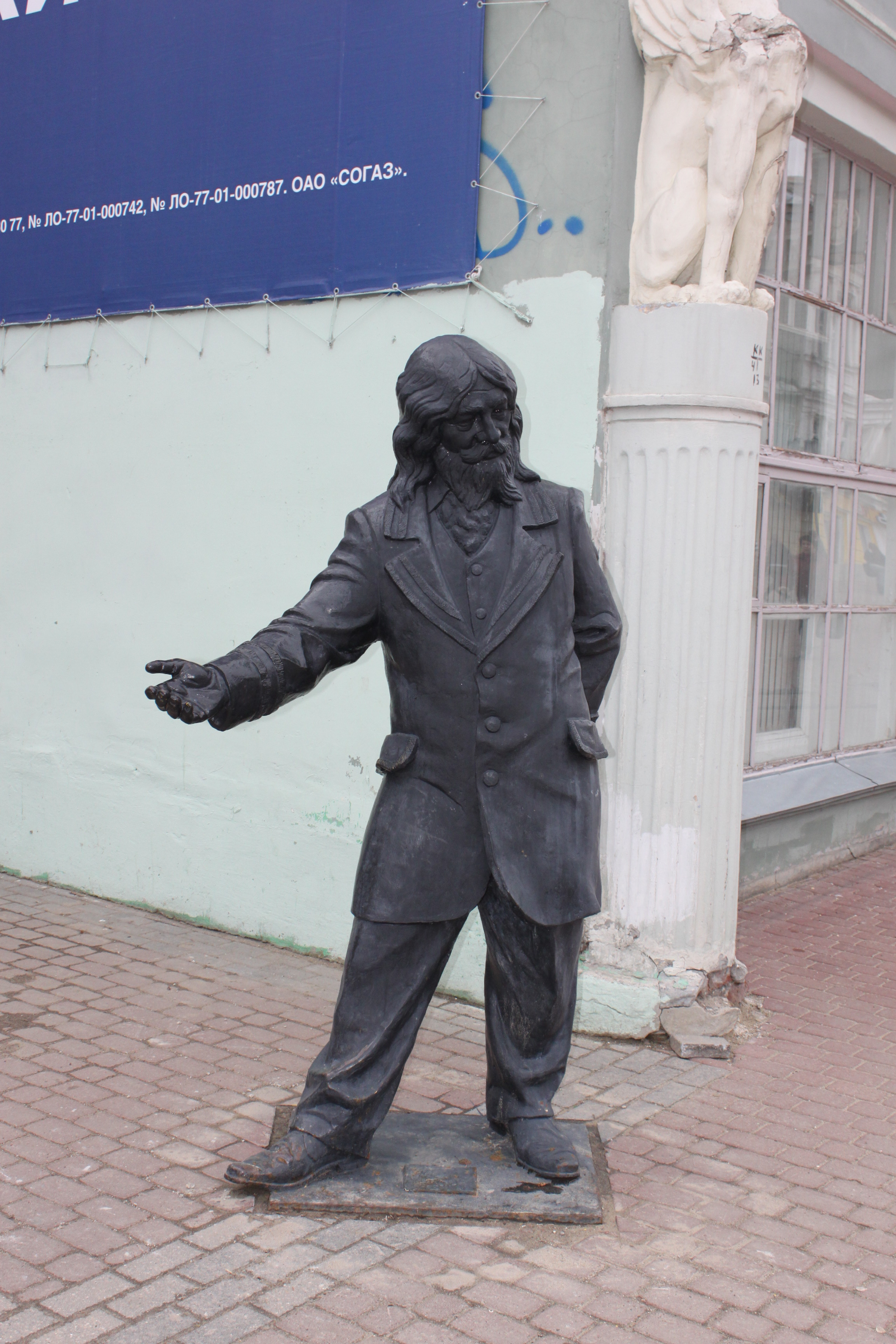
Швейцар
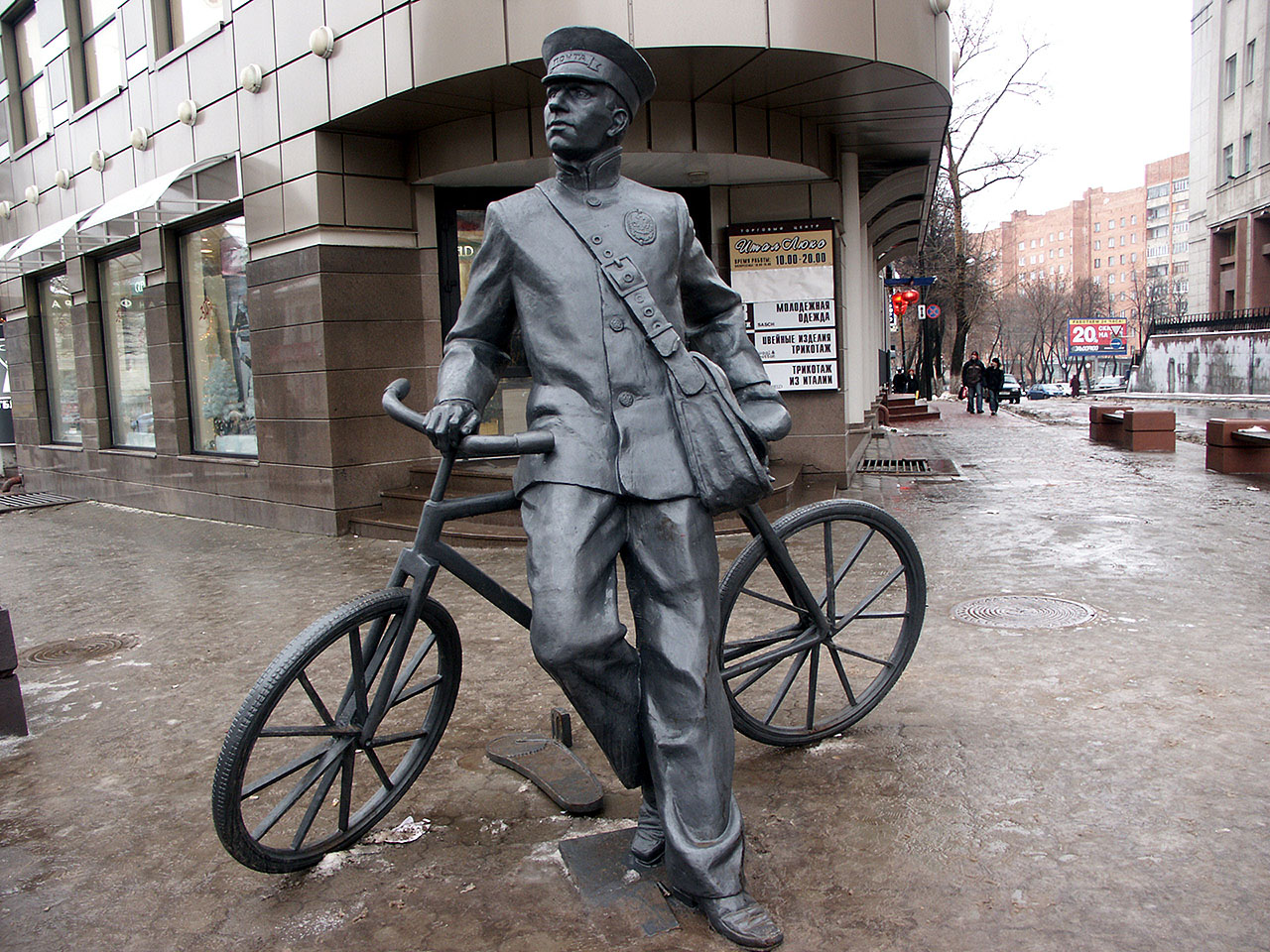
Почтальон
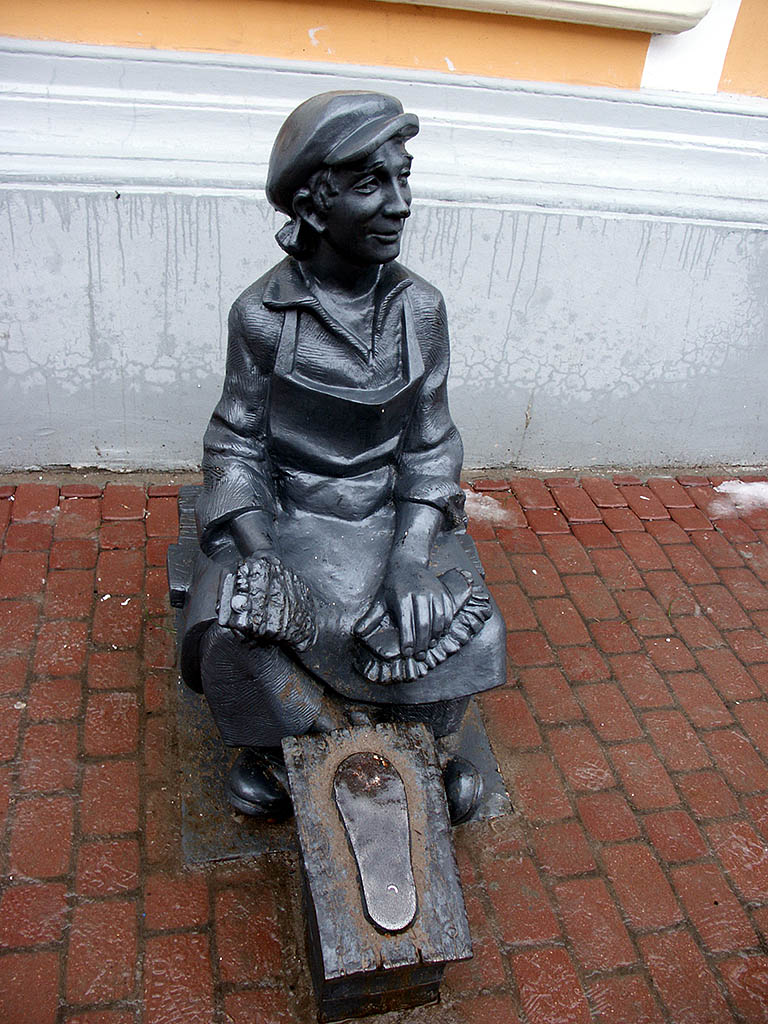
Чистильщик обуви